# Ingeborg Lorentzen
Ingeborg Lorentzen é a filha da princesa Ragnhild da Noruega e de Erling Sven Lorentzen. Ela é casada com o brasileiro Paulo Ribeiro.